# 10158 Taroubou
10158 Taroubou è un asteroide della fascia principale. Scoperto nel 1994, presenta un'orbita caratterizzata da un semiasse maggiore pari a 2,4451858 UA e da un'eccentricità di 0,2090622, inclinata di 5,39667° rispetto all'eclittica.
L'asteroide è dedicato a Tarobou, altopiano del Giappone ideale per l'osservazione astronomica.